# Isla Núñes
Isla Núñes är en ö i Chile.   Den ligger i regionen Región de Magallanes y de la Antártica Chilena, i den södra delen av landet, 2 200 km söder om huvudstaden Santiago de Chile. Arean är 118 kvadratkilometer.
Terrängen på Isla Núñes är lite kuperad. Öns högsta punkt är 566 meter över havet. Den sträcker sig 19,7 kilometer i nord-sydlig riktning, och 16,5 kilometer i öst-västlig riktning.
Trakten runt Isla Núñes består i huvudsak av gräsmarker. Trakten runt Isla Núñes är nära nog obefolkad, med mindre än två invånare per kvadratkilometer.